# Uaupesia weisei
Uaupesia weisei es una especie de insecto coleóptero de la familia Chrysomelidae.
Fue descrita científicamente en 1971 por Wilcox.